# Aster juchaihu
Aster juchaihu là một loài thực vật có hoa trong họ Cúc. Loài này được Z.Y.Zhu & B.Q.Min mô tả khoa học đầu tiên năm 1990.